# Одеський коледж транспортних технологій
Одеський фаховий коледж транспортних технологій (ОФКТТ) є одним із найстаріших навчальних закладів України: у жовтні 2021 року технікуму виповниться 150 років. Вищий навчальний заклад І рівня акредитації. Розташований в м. Одеса. 
Основними напрямами діяльності технікуму є:
- підготовка за державними замовленнями і договірними зобов'язаннями фахівців освітньо-кваліфікаційного рівня молодшого спеціаліста та молодшого бакалавра;
- освітня діяльність з курсового професійно-технічного навчання;
- підвищення кваліфікації кадрів;
- освітні послуги по підготовці до вступу у вищі навчальні заклади за базовими акредитованими напрямами (спеціальностями).

## З чого все розпочиналось
З метою поповнення залізниці кваліфікованими кадрами 1871 року в Одесі було відкрито залізничне училище, яке мало дві групи учнів — механічну та телеграфну. Групи формувалися у кількості 30 чоловік, навчання тривало протягом трьох років, випускалося приблизно 25 спеціалістів. Навчальна програма була розширеною, учням надавали основні поняття щодо облаштування залізниці, організації руху поїздів, комерційної діяльності, а також спеціальні предмети для механіків — алгебру, геометрію, креслення, основи механіки та теплотехніки, обладнання водозабезпечення, паровоза і вагона. Телеграфісти вивчали основи електротехніки, діловодство, устаткування передачі інформації, механіку, облаштування станції. Усі три роки обов'язковими предметами були закон божий, російська словесність. Для набуття навичок роботи при училищі було створено чудово обладнану слюсарну майстерню і ліварню. На останньому році навчання передбачалася практика протягом шести місяців на підприємства залізниці. Літніх канікул не було, учні відпочивали по два тижні на різдвяні та пасхальні свята.
Майбутні залізничники співали у хорі, де здобували великих успіхів. У 1913 році святкуванні 300-річчя династії Романових хор співав на концерті у Києві в присутності царської сім'ї. Для учнів організовували відвідування оперного театру, концертів і спектаклів у Народному будинку (нині кінотеатр «Родина» у м. Одесі).
Дисципліна підтримувалася жорстока, хоча кара різками не використовувалася, винний отримував лінійкою по руках або опинявся на колінах (у кутку) з підручниками на витягнутих руках. Відчислення за порушення дисципліни були рідкі, виключали з училища, як правило, за невиконання навчальної програми.
Учнів забезпечували форменим одягом — сюртуком зі стоячим коміром та штанами, ґудзики були з емблемою МШС. Патронував училище особисто начальник залізниці, який відраховував зі своєї зарплатні до 500 карбованців на рік на «допомогу нужденним учням». Під час вступу до училища перевагу надавали дітям залізничників, які мали чотирьохкласну освіту, тобто які закінчили народне чи міське училище. Приймали як одеситів, так і осіб з лінійних станцій. Для немісцевих було передбачено гуртожиток на 70 місць.
Випускники училища спочатку ставали слюсарями в депо, а потім досить швидко проходили шлях до машиністів, чергових по депо чи вагонних майстрів та старших оглядачів вагонів.

## Розвиток технікуму
Історія Одеського технікуму багата бойовими і трудовими традиціями і нерозривно пов'язана з розвитком, реконструкцією і технічним переобладнанням всього залізничного транспорту країни.
З 1941 до 1944 року технікум знаходиться в евакуації спочатку в м. Воронежі, а потім в м. Алатирі.
В 1944 році технікум повернувся в зруйновані приміщення Одеси, які в повоєнні роки були відбудовані.
Швидко зростала матеріально-технічна база, відкривались нові спеціальності. Технікум став готувати спеціалістів на денній формі навчання:
- З 1944 р. — електрозварювальників;
- З 1949 р. — техніків-механіків вагонного господарства;
- З 1956 р. — техніків-механіків тепловозного господарства;
- З 1966 р. — техніків-експлуатаційників;
- З 1969 р. — техніків-електромеханіків ізотермічного рухомого складу і холодильного господарства;
- З 1989 р. — тепловозна спеціальність доповнена електровозним господарством, а ізотермічний рухомий склад об'єднаний з вагонним господарством;
- З 1998 р. — бухгалтерів;
- З 2000 р. — техніків колійного господарства;
- З 2002 р. — техніків-електриків сигналізації та зв'язку;
- З 2002 р. — техніків-електриків електропостачання;
- З 2010 р. — будівельників.
- З 1959 року працює відділення безвідривної підготовки кадрів.
- У 1994 р. технікум увійшов до складу комплексу з Українською Державною Академією Залізничного транспорту та Дніпропетровським національним університетом залізничного транспорту, де випускники технікуму продовжують навчання за скороченою формою навчання.

За всі роки технікум випустив десятки тисяч спеціалістів.

## Випускники
За довгі роки існування технікум випустив чимало фахівців, які здобули хвалу у всьому світі, серед них:
• Д. А. Дульчевський — радянський винахідник, лауреат Державної премії СРСР;
• М. Н. Єфімов — перший пілот Росії, відомий авіаконструктор;
• М. Г. Новохатський — письменник;
• А. І. Дуда — народний артист України, професор.

## Технікум і сьогодення
На сьогоднішній день технікум є потужним навчальним закладом у сфері залізничної освіти, та має розвинену навчально-матеріальну базу: 5 навчальних корпусів загальною площею більш ніж 18 тис. м. кв, більш ніж 70 навчальних кабінетів, сучасно обладнані лабораторії, навчальний полігон, спортивну залу, бібліотеку з читальним залом, 2 гуртожитки.

## Спеціальності
Одеський технікум залізничного транспорту готує молодших спеціалістів за спеціальностями:
• Спеціальність 5.07010103 «Організація перевезень і управління на залізничному транспорті»[недоступне посилання з липня 2019];
• Спеціальність 5.07010501 «Обслуговування рухомого складу та спеціальної техніки залізничного транспорту» (локомотиви)[недоступне посилання з липня 2019];
• Спеціальність 5.07010502 «Обслуговування рухомого складу та спеціальної техніки залізничного транспорту» (вагони).[недоступне посилання з липня 2019];
• Спеціальність 5.07010503 «Обслуговування і ремонт залізничних споруд та об'єктів колійного господарства»[недоступне посилання з липня 2019];
• Спеціальність 5.05070103 «Електропостачання»[недоступне посилання з липня 2019];
• Спеціальність 5.05020203 «Монтаж, обслуговування та ремонт автоматизованих систем керування рухом на залізничному транспорті[недоступне посилання з липня 2019]»;
• Спеціальність 5.03050901 «Бухгалтерський облік»[недоступне посилання з липня 2019];
• Спеціальність 5.06010101 «Будівництво та експлуатація будівель і споруд».

## Позааудиторна діяльність студентів технікуму

### Студентське самоврядування
В технікумі працює Студентська Рада — це громадське, молодіжне об'єднання студентів технікуму, які беруть участь в управлінні навчальним закладом відповідно до мети і завдань, що стоять перед студентськими колективами. Діяльність Студентської Ради направлена на вдосконалення навчально-виховного процесу, спрямованого на якісне навчання, виховання духовності і культури студентів, виховання системи демократичних цінностей та зростання соціальної активності.
Студентська Рада складається із п'яти секторів: навчально-виховний, культмасовий, спортивно-оздоровчий, санітарно-побутовий, інформаційний. При Студентській Раді працює «Університет правових знань», який займається організацією та проведенням студентських конференції на правові теми. Велика увага Студентської Ради спрямована на підтримку студентів-сиріт та допомогу у вирішенні їх побутових проблем. Члени Студентської Ради беруть активну участь у розвитку студентського самоврядування України. За підтримки адміністрації технікуму Студентська Рада має кабінет обладнаний сучасною оргтехнікою, а спільне вирішення студентських проблем позитивно впливає на процес демократизації навчального закладу.
Офіційний web-сайт Студентської Ради технікуму: www.stud-rada.od.ua

### Художня самодіяльність
Активно працює «Клуб художньої самодіяльності» практично до кожного свята готується святковий концерт. Колективи «Клубу художньої самодіяльності» неодноразово завойовували призові місця на різних конкурсах і фестивалях. Велика увага приділяється шефській роботі, проведенню спільних концертів з художніми колективами інших навчальних закладів Одеси.